# Branešci Donji
Branešci Donji (szerbül: Бранешци Доњи), település Bosznia-Hercegovinában, a Bosanska Krajina keleti részén, Čelinac községben, a Szerb Köztársaságban. 

## Fekvése
A település Bosznia-Hercegovina északi részén, Banja Lukától légvonalban 28, közúton 41 km-re, községközpontjától légvonalban 19, közúton 27 km-re északkeletre, 230-300 méteres magasságban fekszik.

## Népessége

### A település népessége
| Nemzetiségi csoport | Népesség 1991 | Népesség 2013 |
| ------------------- | ------------- | ------------- |
| Szerb               | 772           | 579           |
| Bosnyák             | 0             | 0             |
| Horvát              | 1             | 0             |
| Jugoszláv           | 0             | 0             |
| Egyéb               | 6             | 5             |
| Összesen            | 779           | 584           |

## Története
Branešci település kettőssége már a 19. században is fennállt. A déli rész, mely a Jelovac-patak forrásvidékén helyezkedik el, a Branešci Dolnji, az északi rész pedig, mely a Miljevac és a Živkova-patakok forrásvidékén fekszik a Branešci  Gornji nevet viselte. A térség 1878-ig tartozott az Oszmán Birodalomhoz, ekkor a berlini kongresszus határozata alapján az Osztrák-Magyar Monarchia része lett. 1879-ben az első osztrák-magyar népszámlálás során a prnjavori járáshoz tartozó Branešci településnek 60 háztartása és 557 ortodox lakosa volt. 1910-ben a prnjavori járáshoz tartozó Branešci településen 98 háztartást, 704 ortodox és 3 muszlim lakost találtak.A monarchia szétesésével 1918-ban előbb a Szerb-Horvát-Szlovén Királyság, majd 1929-től a Jugoszláv Királyság része. 1921-ben Branešci településnek 673 ortodox, 7 római katolikus és 7 görög katolikus lakosa volt. Az 1929-es törvény értelmében, amikor Bosznia-Hercegovinát négy banovinára, Drinskára, Vrbaskára, Zetskára és Primorskára osztották, a település a Vrbaska banovina része lett, amelynek székhelye Banja Luka volt. Jugoszlávia megszállása után a Független Horvát Állam (NDH) része lett. Az 1953-as közigazgatási reform során Branešcit két részre, Branešci Donji és Branešci Gornji településekre osztották. A daytoni békeszerződést követő területfelosztásnál a település Čelinac község részeként a Szerb Köztársaság területéhez került.

## Nevezetességei
A Szentháromság tiszteletére szentelt ortodox temploma.